# Battletech (jeu vidéo)
Pour l'univers de science fiction, voir BattleTech.
Battletech (MechWarrior en Amérique du Nord) est un jeu vidéo d'action sorti en 1993 sur  Super Nintendo. Le jeu a été développé par Beam Software et édité par Activision.